# Taurobolio

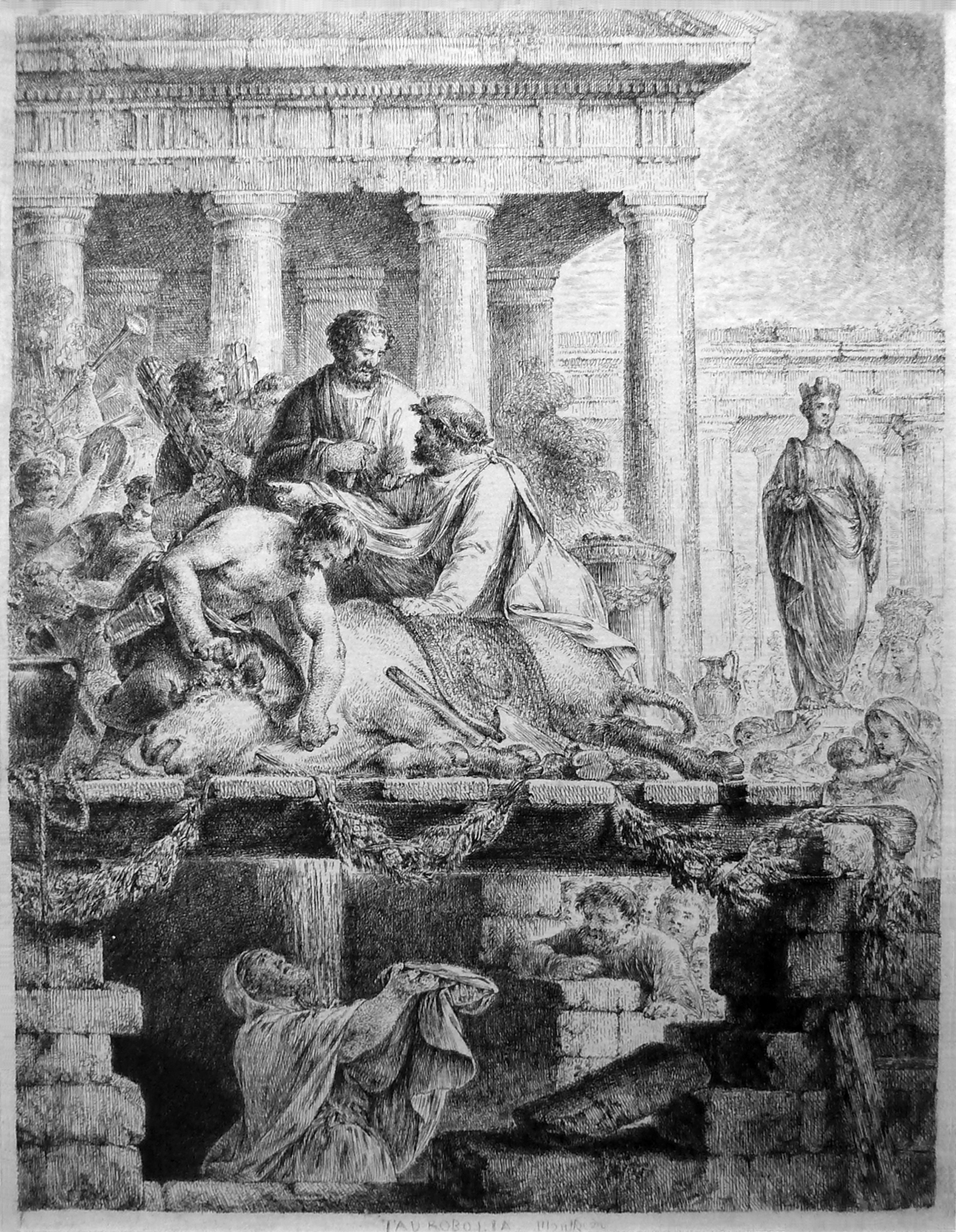
Taurobolio. Grabado de Bernhard Rode (ca. 1780).

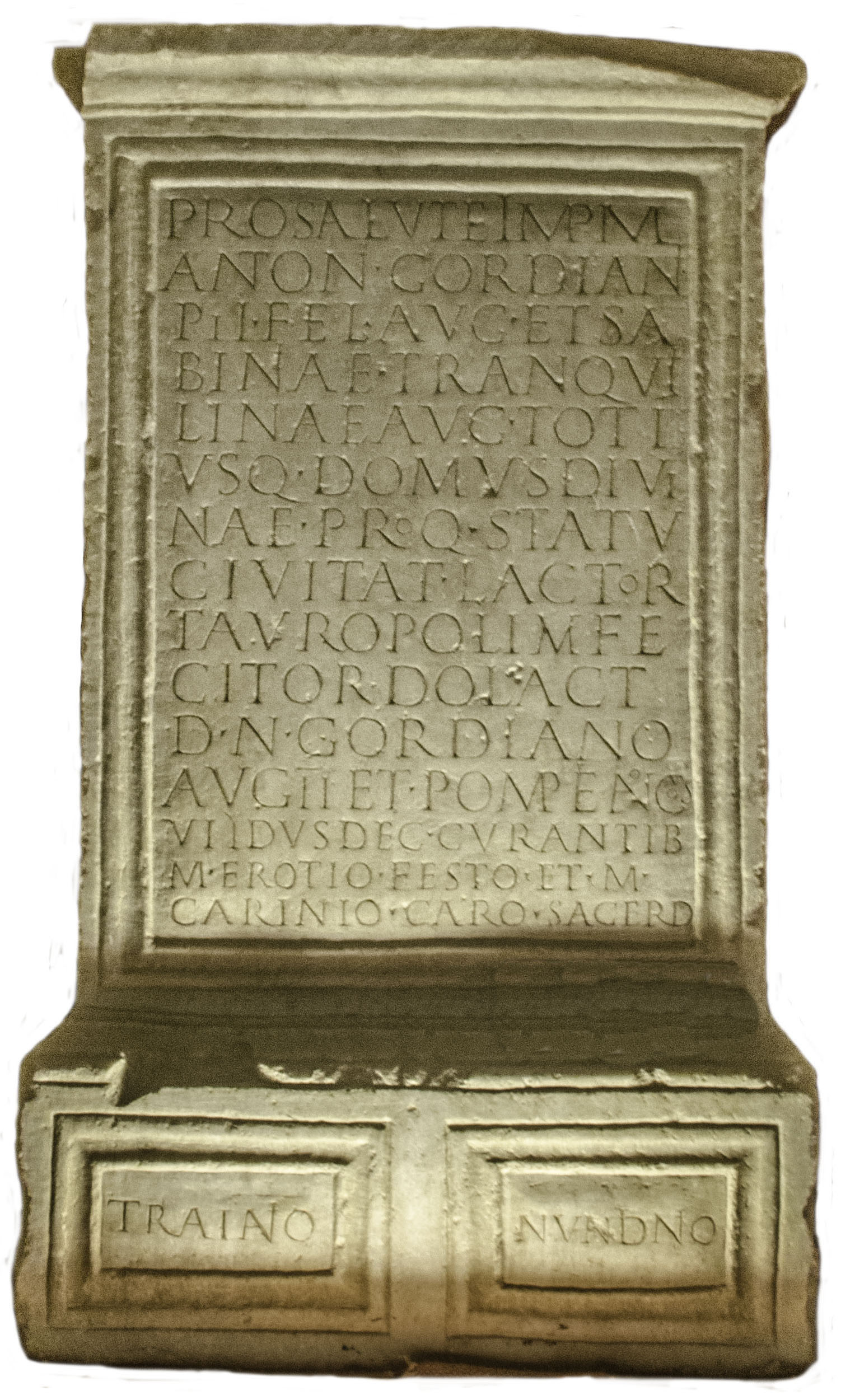
Altar taurobólico, Lectoure (Francia)

Se conoce por taurobolio a un rito de los misterios de Cibeles y Atis en el que se sacrifica un toro. En sentido amplio es el sacrificio de un toro en honor de una divinidad.
Como indica su etimología (en griego, taurobolion, cfr. elaphebolion, «caza del ciervo»; en latín tauropolium, por analogía con Artemisa tauropolos) en un principio significaría la caza de un toro salvaje, quizá a lazo, para un sacrificio ulterior a una divinidad. Posteriormente el término designó el degüello de un toro y el baño del toro en su sangre conforme a un determinado ritual. 
Las inscripciones demuestran que al taurobolio le solía acompañar un criobolium (sacrificio de un carnero), pero nos dejan a oscuras sobre el significado de la fórmula uires excepit… et transtulit («tomó sus fuerzas y las transportó») frecuente en ellas. Por uires probablemente deben entenderse los testículos del animal, no la sangre o el bucranion, simbolizando la emasculación ritual del iniciando, que se cumplía de hecho en el caso de los gallos.

## Historia

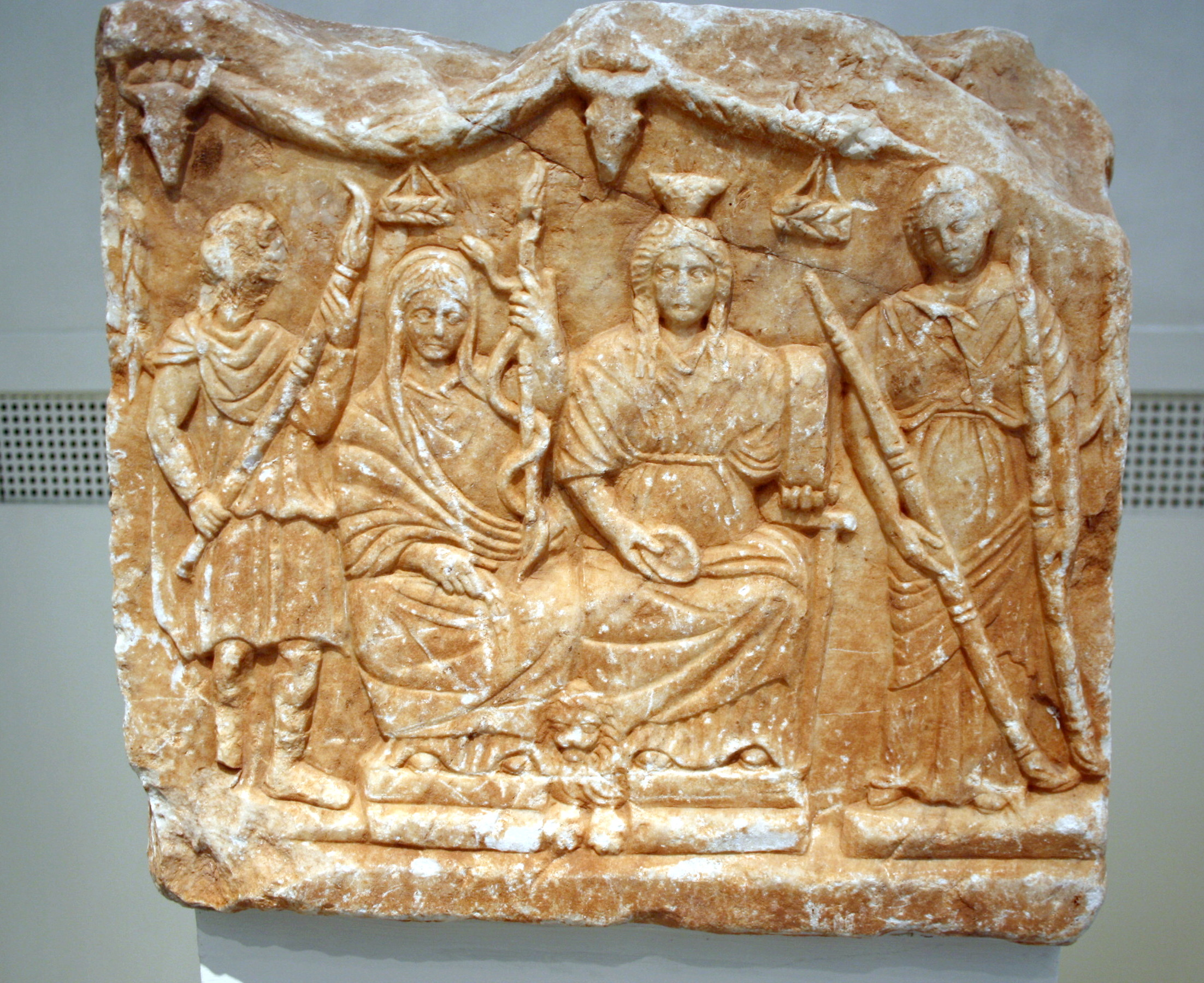
Relieve romano de la cara principal del altar de un taurobolio que se conserva en el Museo Arqueológico Nacional de Atenas y que fue realizado en Atenas probablemente durante el reinado del emperador Juliano (360-363). En el centro aparecen sentadas Perséfone (izquierda), que lleva un bastón en el que se enrolla una serpiente que representa los misterios de Eleusis, y Cibeles (derecha), que lleva espigas y un tambor. A cada lado de las dos diosas, dos hombres sostienen dos antorchas, una con la llama hacia arriba y otra con la llama hacia abajo, como en las representaciones de los misterios de Mitra. Este altar es atípico porque los altares clásicos representaban solamente al animal sacrificado con los instrumentos del sacrificio.

Los autores cristianos, a los que el taurobolio les repugnaba, han relatado el ritual como algo parecido a un bautismo «pagano», pero la ceremonia así descrita sólo se encuentra en ellos, por lo que algunos historiadores han afirmado que más verosímilmente se trataría de la emasculación de un toro, significativa tanto para el culto de Mitra como para el de Cibeles y Attis.
Uno de los autores cristianos que lo describe como una especie «bautismo pagano» fue Prudencio. Según Prudencio el iniciando penetraba, desnudo de cintura para arriba, en una fosa que se cubría a continuación con una plancha con orificios. Encima el oficiante mataba el toro con una harpē (cuchillo con un saliente lateral a fin de provocar una gran hemorragia), cuya sangre debía recibir el iniciando sobre su cabeza. Terminado el rito, los asistentes aclamaban al mystes como un «hombre nuevo». Ahora bien, las inscripciones demuestran que el rito debía repetirse a los veinte años, sin que se sepa si se estimaba definitiva la segunda ceremonia.
Según refiere Calendario de Filócalo el evento se denominaba initia Caiani, en referencia a Cayo César Calígula, y se realizaba el 28 de marzo en el Phrygianum de la Colina Vaticana. Por el testimonio de la epigrafía sabemos que junto a los taurobolia individuales había otros que se hacían en beneficio ajeno (pro salute, pro salute et reditu, pro salute et incolumitate) de una persona (el emperador, un gobernante, un deudo) o de una corporación, como ocurría con los sacrificios.

### Prohibición
Para los cristianos el taurobolio era el paradigma de la repugnancia de los cultos politeístas. Así lo denunció Gregorio de Nacianzo en un discurso escrito tras la muerte del emperador Juliano, que había intentado restablecer el culto tradicional romano: «El primero de sus crímenes... consiste en limpiarse por medio de una sangre impura en un baño que él había recibido, oponiendo esta iniciación deshonrosa a nuestra iniciación, como un puerco que se revuelca en su barro». De hecho en el siglo IV d. C., cuando el cristianismo fue desplazando a la religión romana tradicional, realizar el taurobolio era el signo de un fuerte compromiso con ella, ya que al ser sangrientos los taurobolios habían sido prohibidos como rituales públicos por los emperadores cristianos, aunque se seguían practicando de forma privada.